# Доколоніальна історія Сінгапуру
Рання історія Сінгапуру стосується його доколоніальної епохи, тобто періоду до 1819 р., коли Британська Ост-Індійська компанія під керівництвом сера Стемфорда Раффлса створила торгове поселення на острові.
Найраніша ймовірна згадка можливо міститься у праці Птолемея ІІ століття, яка визначила прибережний порт на самій південній верхівці Малайського півострова, який називається Сабана. Однак історики, як правило, пов'язують запис китайських мандрівників 3-го століття, що описує острів у тому самому місці і який називається Пу Луо Чунг, (транскрипція раннього малайського імені Сінгапура Пулау-Уджонг, як перший запис про його існування.
Сінгапур був відомий в 13-14 століттях як Темасек, ім'я, яке в китайських джерелах також відоме як Дан Ма Сі, до нього відносили два населених пункти - Лонг Я Мен і Пан Зу. Вона змінила назву на Сінгапур, можливо, наприкінці 14 століття. На острів поперемінно претендували сіамці та яванці. Останній правитель Сінгапура Парамесвара втік у Малаку після нападу яванців чи сіамців і встановив державу Малакка. Він контролювався Султанатом Малаки в 15 столітті і Султанатом Джохора з 16 століття.

## Ранній період

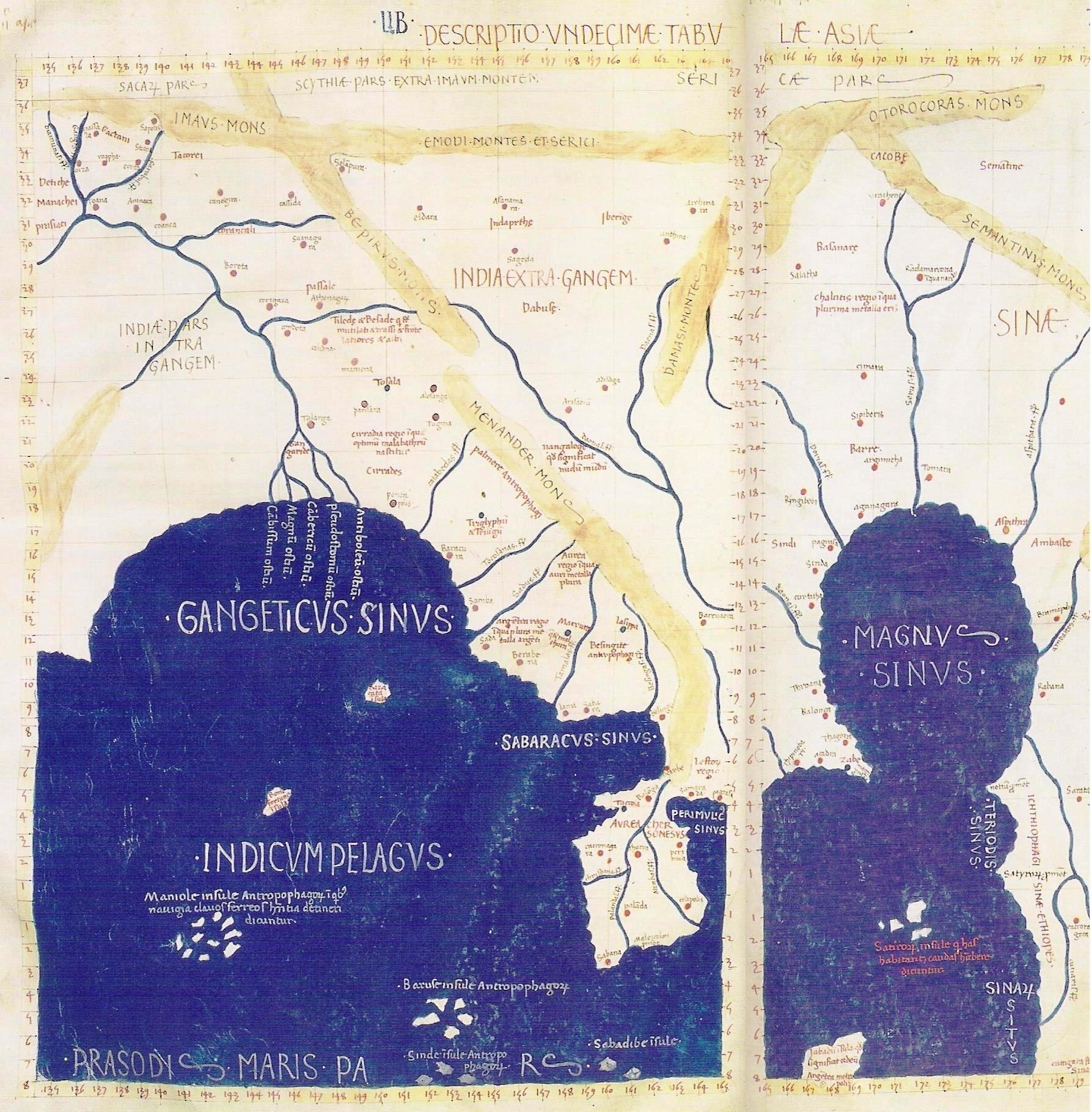
Птолемей, Geographia, VIII. 11-та карта Азії. Сабана, дана на верхівці Малайського півострова, який був названий Золотим Херсонесом.

Перша можлива згадка про ранній Сінгапур датується картографічними даними II століття н. е. У праці Geographia греко-римського астронома Птолемея  Місце, яке називається Сабана або Сабара, було позначене на 11-й карті Азії на південній околиці Золотого Херсонесу (мається на увазі Малайський півострів ), де може лежати Сінгапур.  Він був визначений як nominon emporion або визначений зовнішньоторговельний порт як частина ланцюжка подібних торгових центрів, що зв’язували Південно-Східну Азію з Індією та Середземномор’ям. Однак ідентифікація Сабани або Сабари різниться, і різні автори визначають її місцезнаходження в Селангорі або поблизу Кланга, або на південь від Малакки, або на південь від Джохора, а також на самому острові Сінгапур. Жодного археологічного підтвердження цього періоду в Сінгапурі ще не знайдено.

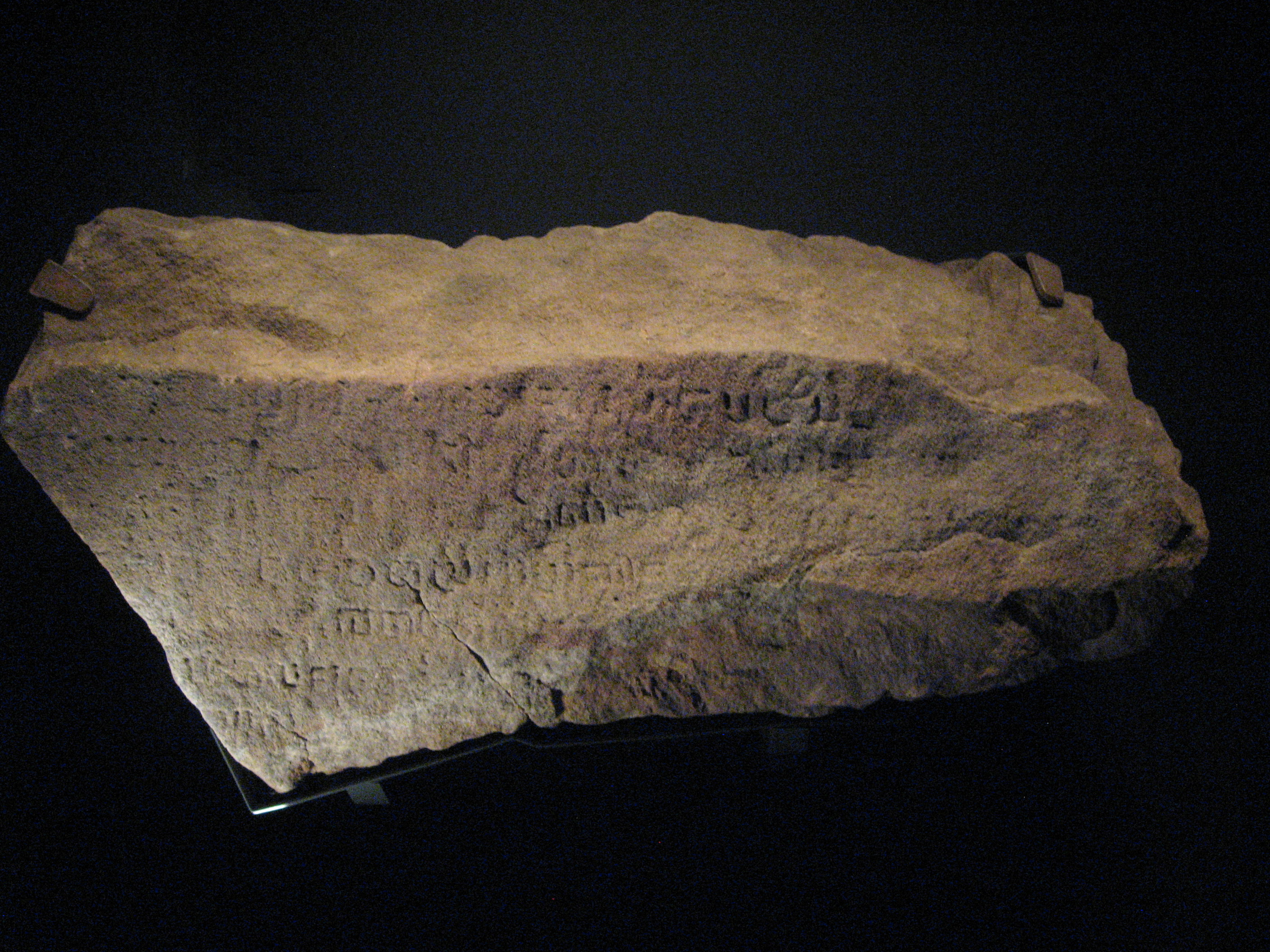
Фрагмент Сінгапурського каменю, з невідомим письмом, 10-13 століття.

У китайському письмі 3-го століття описується острів Пу Луо Чун (蒲 羅 中), ймовірно транскрипція малайського Пулау Уджонг, "острів в кінці" ( Малайського півострова ). У ньому коротко згадується слух про те, що там жили канібали з 5 або 6-дюймовими хвостами.

### Сінгапурський камінь
У гирлі річки Сінгапур існував великий валун з письменами,3 метри заввишки та завширшки, відомий як сінгапурський камінь, але згодом, під час розширення форту  був підірваний. Вціліло лише кілька уламків.. Надпис датується між 10 та13 століттями  і вважається що написаний суматранським письмом яке використовувалося в той період.

## Темасек

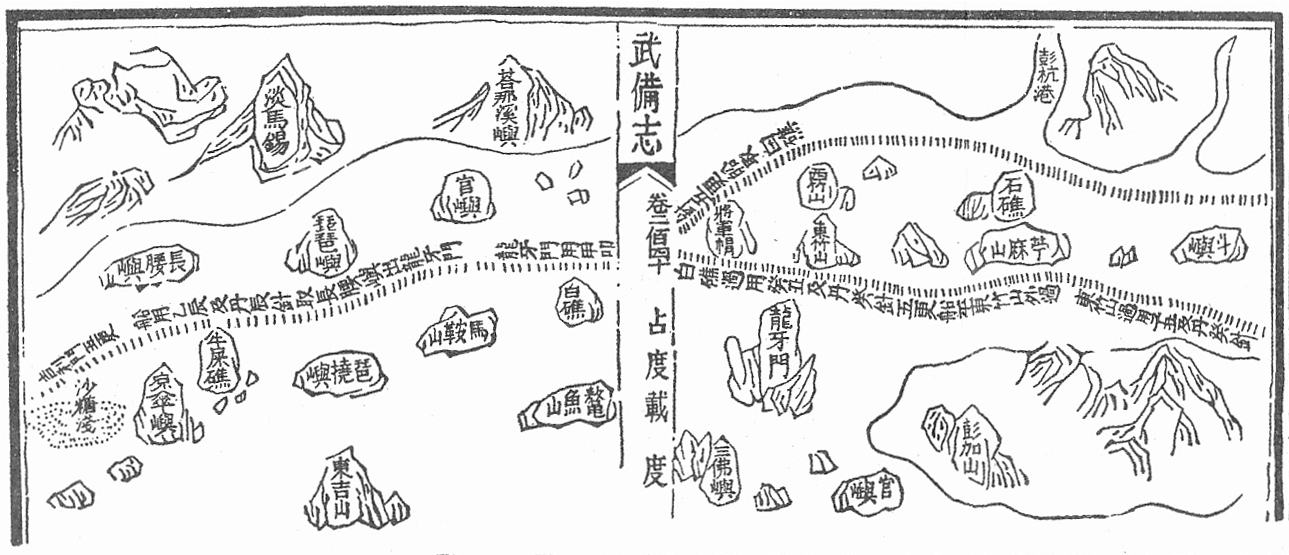
Карта Мао Куна з Вубей Чжі, заснована на навігаційних картах Чжен Хе на початку XV століття, що показує Темасек (淡 馬 錫) у верхньому лівому куті та Лонг’ямен (龍牙 門) на правій панелі.

В давнину Сінгапур називали "Темасек", можливо слово, що походить від " тасик " (малайська - озеро чи море) і прийнято означати морське місто в малайській. Нагаракретагама, яванська епічна поема, написана в 1365 р., згадувала поселення на острові під назвою Тумасік як васала Маджапахіта. Це ім'я також згадується в малайських літописах, які, як  вважають, були написані в 1535 р.  Темасек можливо мав дипломатичні стосунки з В'єтнамом, де він відомий як Сах Ма Тих, ще в 13 столітті. Це також зафіксовано китайським мандрівником Ван Даюаном, який відвідав острів близько 1330 р. І описав місце під назвою Дан Ма Сі (單 馬 錫, транскрипція малайського Темасека ). Ім'я Дан Ма Сі або Темасек написано китайською мовою як 淡 馬 錫 на карті Мао Куня.

### Лонг Я Мен і Бан Зу
У 1320 р. Було зафіксовано, що монголи  відправили місію з метою отримати слонів з Лонг Я Мен (龍牙 門, Ворота Драконівських зубів ). Тоді жителі Лонгямен у 1325 році відповіли даниною та торговою місією в Китай. Вважається, що Лонг Я Мен є входом до гавані Кеппел. У своїй роботі " Даої Жилуе" Ван Даюань описав Лонг Я Мен як два пагорби Темасека, схожі на "зуби дракона", між якими проходить протока.

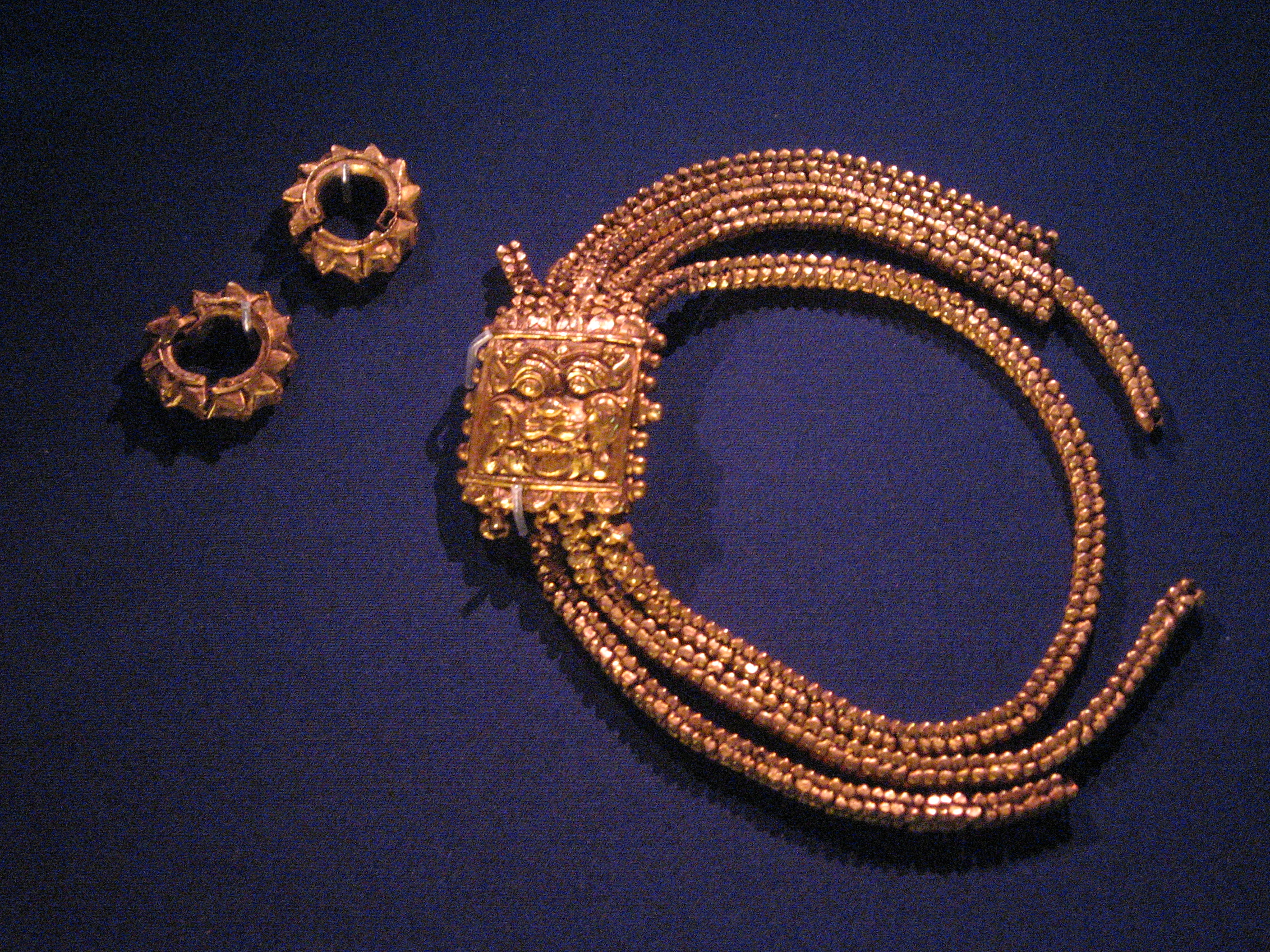
Ювелірні вироби, знайдені в форті Каннінг Хілл, який Ван Даюань назвав Банзу

## Сингапур
Десь у своїй історії ім'я Темасек було змінено на Сингапур. Малайські літописи містять розповідь про принца Шрівіджаї Шрі Трі Буана (також відомого як Санг Ніла Утама ), який висадився в Темасекі після шторму в 13 столітті. Згідно з казкою, принц побачив дивне створіння, яке, як йому сказали, було левом ; вважаючи це сприятливим знаком, він вирішив заснувати поселення під назвою Сінгапура, що означає "місто Лева" на санскриті. Навряд чи в Сінгапурі колись були леви, хоча тигри продовжували блукати островом до початку 20 століття. Однак мотив лева поширений в індуїстській міфології, яка була домінуючою в регіоні в той період (одним із слів "трон" на малайській мові є "singgasana", що означає "левине місце" на санскриті), і він має припускали, що ім'я "Сингапура" та казка про лева були винайдені придворними істориками султанату Малакка, щоб прославити Санг Нілу Утаму та його лінію походження.
У португальських джерелах розповідають інші версії історії Сінгапура , припускаючи, що Темасек був сіамським васалом, правителя якого вбив Парамешвара з Палембанга. Історики вважають, що наприкінці XIV століття Парамешвара, останній принц Шрівіджаяна, втік до Темасека з Палембанга після того, як був скинутий імперією Маджапахітів. Згідно з португальськими відомостями, Парамешвара вбив місцевого вождя з титулом Санг Аджі на восьмий день перебування в Темасеку.

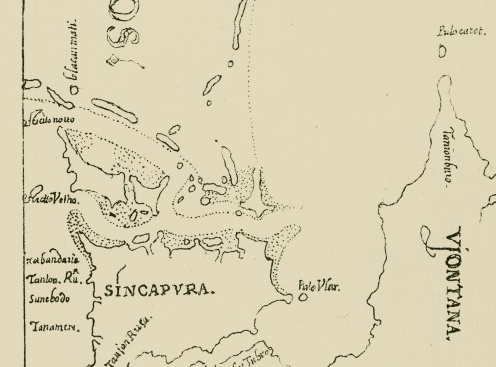
Карта Сінгапури малайсько-португальського картографа Мануеля Годінью де Ередії від 1604 року.

Не зважаючи на легенду, назва "Сінгапура", можливо, датується цим періодом. Деякі стверджували, що Сінгапур був названий на честь "левового престолу" Парамешвари, створеного в Палембангу, як виклик імперії Маджапахітів і за що його було вислано з Палембанга. Парамешвара кілька років утримував острів Сінгапур, доки подальші напади з боку Маджапахіту та королівства Аюттхаї в Сіамі не змусили його перебратися до Малакки, де він заснував Малаккський султанат. Хоча існують паралелі між міфічним Санг Ніла Утамою та історичною Парамешварою, їх слід розглядати як відмінні.

## Сінгапур у складі ісламського султанату Малакка
Археологічні дані свідчать про те, що головне поселення в форті Каннінг було покинуто приблизно в цей час, хоча невелике торговельне селище продовжувало існувати деякий час у Сінгапурі. Сінгапур став частиною імперії Малакки, і як кажуть, був вотчиною легендарного адмірала Ханг Туах. Однак на момент прибуття португальців на початку 16 століття Сінгапура, який існував до заснування Малакки, вже перетворився на "великі руїни", за словами завойовника Малакки Афонсо де Альбукерке.

## Кінець ісламського султанату і початок колоніального правління
Протягом 16 - початку 17 століття Сінгапур ненадовго відновив певне значення як торговий центр Султанату Джохор. У 1613 р. Португальські пірати спалили поселення в гирлі річки Сінгапур, і острів занепав. Лише в 1819 році, коли англієць сер Стемфорд Раффлз заснував на острові британський торговий пункт, був заснований сучасний Сінгапур.